# Partit Comunista d'Alemanya
El Partit Comunista d'Alemanya (Kommunistische Partei Deutschlands o KPD, en alemany) fou un partit polític format el desembre de 1918 a partir del grup Comunistes Internacionals d'Alemanya (IKD) i de la Lliga Espartaquista, que originalment formava l'ala bolxevic del Partit Socialdemòcrata d'Alemanya (SPD). Ambdues formacions s'oposaren a l'ingrés d'Alemanya a la I Guerra Mundial. Els seus líders més rellevants foren Rosa Luxemburg i Karl Liebknecht. L'abril de 1920, després de la Revolta Espartaquista, un sector es va escindir per formar el Partit Comunista Obrer d'Alemanya (KAPD). Durant el nazisme, fou brutalment reprimit i els seus membres torturats, empresonats o assassinats. Després de la Segona Guerra Mundial, a l'Alemanya Oriental, el KPD i l'SPD es van unir per formar el Partit Socialista Unificat d'Alemanya (SED). A l'Alemanya Occidental fou il·legalitzat l'any 1956.

## Període fundacional
La formació embrionària d'aquest partit sorgeix del grup "La Internacional", basat en el nom d'un periòdic que fou suprimit ràpidament per les autoritats. Posteriorment, aquest grup va evolucionar cap a la Lliga Espartaquista, després que es publiquessin una sèrie d'articles de Rosa Luxemburg, la teòrica més rellevant, amb el pseudònim d'Espartac, líder de la major revolta contra l'Imperi Romà. Aquesta agrupació representava l'ala esquerra del Partit Socialdemòcrata d'Alemanya (SPD). Abans de la I Guerra Mundial, l'SPD era el partit més d'Alemanya i, dels comunistes d'arreu del món, n'era el més important. Tot i que, en aquella època constava oficialment com a partit marxista, a la pràctica s'havia convertit en un partit reformista.
L'any 1914, els diputats socialdemòcrates (SPD) al Parlament alemany van votar a favor de l'ingrés d'Alemanya a la I Guerra Mundial. Els membres de l'ala esquerra del partit, liderada per Karl Liebknecht i Rosa Luxemburg s'hi van oposar. Poc després, l'SPD va patir una escissió per l'esquerra agrupada en el Partit Socialdemòcrata Independent d'Alemanya (USPD). La Lliga Espartaquista es va unir al nou partit com a corrent autònoma. Aviat sorgí el debat sobre la necessitat de formar un partit comunista a Alemanya que adoptés la mateixa política i el mateix programa que els bolxevics de Rússia. De la mateixa manera que la Lliga, el Comunistes Internacionals d'Alemanya (IKD) varen arribar a la mateixa conclusió, formant part en la fundació del KPD el desembre de 1918.
El partit fou dirigit des de bon principi per Luxemburg i Liebknecht, tot i que una bona part de la militància estava en desacord amb alguns dels seus postulats, com ara la de treballar en els sindicats de classe majoritaris o participar en el Parlament. Poc després de l'Aixecament espartaquista, aquest sector es va escindir per formar el Partit Comunista Obrer d'Alemanya (KAPD), proclamant-se igualment membres de la Internacional Comunista.
Precisament, aquesta insurrecció comunista, duta a terme un mes després de la fundació del KPD, fou realitzada contra les instruccions de Luxemburg i Liebknecht. Els socialdemòcrates (SPD) es varen unir a les milícies d'ultradreta conegudes com a Freikorps i al que quedava d'Exèrcit alemany per reprimir la revolta. Posteriorment, Liebknecht i Luxemburg van ser detinguts, torturats i assassinats.

## República de Weimar (1919-1933)
Després de l'escissió del KAPD (abril 1920), el partit fou dirigit per Paul Levi, partidari de guanyar per a la causa comunista als treballadors socialdemòcrates. Altres importants dirigents d'aquesta època foren: Leo Jogiches, Clara Zetkin, Paul Frolich, Johann Knief, Willi Münzenberg, Franz Mehring i Ernst Meyer. Els seus esforços foren recompensats quan una part important de l'USPD es va unir al KPD, convertint-lo en un gran partit de masses.
L'any 1923, una nova cúpula dirigent, en consonància a l'ascens al poder de Stalin a la Unió Soviètica, es va instal·lar al KPD. La nova direcció, encapçalada per Ernst Thälmann, va decidir expulsar del partit a l'Oposició del Partit Comunista (KPO), partidària de les idees de Trotski i Bukharin. D'ençà, es va decidir enfrontar de manera cohesionada la realitat política alemanya deixant de banda la revolució immediata, sense comportar una aproximació de posicions amb els socialdemòcrates. Aquesta última decisió es va traduir en uns bons resultats a les eleccions al Reichstag de febrer de 1924. A partir de 1928, la nova política estalinista del Tercer Període fou adoptada pel partit. Aquesta mesura defensava que el capitalisme estava entrant en una profunda crisi i la revolució era imminent, a la vegada que s'afirmava que els sindicats i l'SPD eren organitzacions "social-feixistes", i per tant, el primer enemic a combatre.

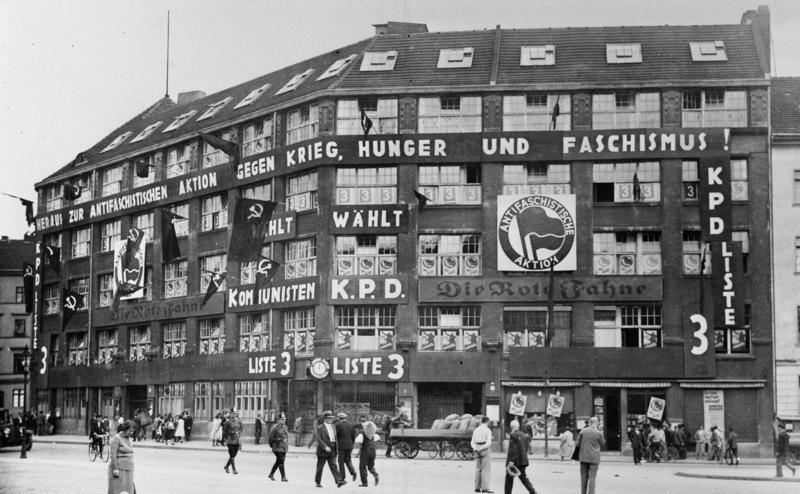
La Karl-Liebknecht-Haus, seu del KPD, durant les eleccions alemanyes de 1932.

El novembre de 1926, el KPD va adquirir un important edifici d'oficines al districte de Mitte de Berlín, que es va batejar com a Karl-Liebknecht-Haus en honor del líder comunista assassinat. L'edifici es va convertir en la seu central del partit, i també es van instal·lar el Comité central del KPD, la redacció del periòdic comunista Die Gire Fahne, el comité central de la Lliga dels Joves Comunistes d'Alemanya (KJVD) i una impremta.
Durant la República de Weimar, el KPD fou el major partit comunista d'Europa, sent el partit referent del moviment obrer fora de la Unió Soviètica. Va aconseguir mantenir una sòlida representació electoral, normalment més del 10%, guanyant 100 diputats a les eleccions de 6 de novembre de 1932. A les eleccions presidencials del mateix any, Ernst Thälmann aconseguí el 13,2% del total de vots, front el 30,1% assolit per Adolf Hitler.
Tot i així, durant aquest temps, es va seguir apostant per la política del Tercer Període, argumentant que els socialdemòcrates de l'SPD eren el principal enemic. D'altra banda, es creia que el Partit Nazi no era una amenaça immediata, i en cas d'arribar al poder, col·lapsaria ràpidament. Aquesta política va impedir una aliança d'esquerres contra el nazisme que podria haver aturat sense violència la pujada al poder de Hitler, i segurament, hauria deixat el camí lliure als comunistes per governar el país.

## Tercer Reich (1933-1945)
El 27 de febrer de 1933, poc després de l'arribada de Hitler a la cancelleria alemanya, es produeix l'incendi al Reichstag. Arran d'aquest fet, les autoritats nazis decreten l'estat d'emergència al país i acusen al moviment comunista d'haver provocat l'incendi, tot i que alguns historiadors apunten als nazis com a autors del delicte. Posteriorment es va detenir i empresonar els diputats comunistes, a la vegada que s'introduïren progressives retallades de drets que desembocarien en la supressió de partits polítics.
Poc després fou il·legalitzat pels nazis, i milers de militants foren empresonats sense procés, sota la llei sobre la detenció preventiva i assassinats, com per exemple el sindicalista Rudi Goguel, Werner Seelenbinder o un dels seus líders, Ernst Thälmann, que morí en un camp de concentració. El líder més veterà, Walter Ulbricht aconseguí escapar i s'exilià a la Unió Soviètica. Tot i així, el KPD va mantenir a Alemanya una minsa estructura en ple règim nazi sostinguda per conviccions ideològiques, però la pèrdua de bona part dels seus quadres va afeblir-lo considerablement. L'any 1945, moltes de les zones més partidàries del partit comunista foren alliberades per l'Exèrcit Roig soviètic, on aviat molts dels exvotants tornaren a confiar en la lluita per al socialisme gràcies al comportament benèvol de l'exèrcit ocupant.

## Guerra Freda (1945-1990)
A l'Alemanya oriental, després de la Segona Guerra Mundial, les organitzacions del SPD i del KPD es varen unir per tal de crear el Partit Socialista Unificat d'Alemanya (SED), una força poderosa de quasi dos milions de militants, que va guanyar les eleccions a la zona oriental i aconseguí crear la República Democràtica Alemanya (RDA), governant fins a 1990. Després de la reunificació alemanya fou refundat com a Partit del Socialisme Democràtic (PDS).
A la zona occidental, després de la Segona Guerra Mundial, el KPD va tenir presència rellevant a la República Federal d'Alemanya, fins a 1956 quan fou il·legalitzat per la Cort Constitucional Federal, conseqüència d'una ofensiva general contra organitzacions comunistes dins del context de Guerra Freda. Més endavant, l'any 1961, part de la seva militància va aconseguir fundar el Partit Comunista Alemany (DKP), que encara existeix.